# Синій Жук (фільм)
«Синій Жук» (англ. Blue Beetle) — американський супергеройський фільм, заснований на однойменному персонажі DC Comics; частина розширеного всесвіту DC (DCEU). Прем'єра «Синього Жука» відбулася в Ель-Пасо 15 серпня 2023 року, а в широкий прокат фільм вийшов 18 серпня. Він отримав загалом схвальні відгуки, але став касовим провалом і фільмом із найменшими касовими зборами в усій серії DCEU ($121 млн зборів при кошторисі $104 млн).

## Сюжет
В антарктичній тундрі співробітники Kord Industries на чолі зі співзасновницею та генеральною директоркою компанії Вікторією Корд знаходять стародавній інопланетний артефакт — «Скарабея».
Згодом юнак Хайме Реєс повертається до свого рідного міста Палмера-Сіті після закінчення Ґотемського юридичного університету. Він виявляє, що його родині загрожує виселення з будинку через борги. Сестрі Хайме Мілагро вдається влаштувати його на роботу в особняк Вікторії. Однак обох звільняють після того, як Хайме втручається в сварку між Вікторією та її племінницею Дженні з приводу виробництва Kord Industries бойових екзоскелетів. Пізніше Дженні каже Хайме зустрітися з нею наступного дня, щоб обговорити «можливість роботи».
Наступного дня Хайме дізнається, що Вікторія має проєкт Одноосібного армійського корпусу (ОАК), для чого їй потрібен Скарабей. Дженні викрадає Скарабея та уникає переслідування, віддавши артефакт у коробці з-під фастфуду Хайме. Вдома родина Хайме переконує його відкрити коробку, попри наказ Дженні в жодному разі цього не робити. Коли Хайме торкається артефакта, Скарабей активується і створює на ньому броньований екзоскелет, який запускається в випробувальний політ.
Пізніше Хайме шукає відповіді у Дженні, рятуючи її від збройних сил Вікторії. Вона пояснює, що Скарабей сам обрав Хайме своїм господарем. За допомогою дядька Руді, Хайме та Дженні проникають у вежу Kord Industries, щоб забрати розумний годинник, який колись належав Теду, батькові Дженні. Проте на них нападає охоронець Вікторії, Ігнасіо Карапакс, у тіло якого вживлено прототип ОАК для нервового керування озброєним обладунком. ШІ Скарабея каже, що його ім'я Хаджі-Да. Він тимчасово заволодіває тілом Хайме та бореться з Карапаксом. Руді та Дженні допомагають вивести Карапакса з ладу, а потім разом із Хайме тікають до будинку дитинства Дженні.
Дженні використовує годинник Теда, щоб активувати його секретну лабораторію, і розповідає Джеймі, що Тед був супергероєм на ім'я Синій Жук, який вивчав Хаджі-Да, проте таємниче зник, залишивши свою компанію в руках Вікторії. Коли вони помічають, що гелікоптер Вікторії летить до будинку Хайме, юнак викликає Каджі-Да та повертається, щоб захистити свою родину. Коли вони тікають, батько Хайме, Альберто, зазнає зупинки серця та помирає, ненавмисно відволікаючи Хайме та дозволяючи Карапаксу схопити його. Хайме доставляють на острівну фортецю поблизу Куби, де його прив'язують до машини, яка завантажує інформацію з Хаджі-Да в ОАК. У непритомному стані Джеймі бачить видіння свого батька, який заохочує його прийняти свою долю стати наступним Синім Жуком. Джеймі отямлюється й тікає, коли костюм ОАК Карапакса активується та набуває потужнішої форми.
Дженні та родина Реєс використовують літак Теда та його арсенал зброї, щоб штурмувати острів. Хайме возз'єднується зі своєю сім'єю, потім зустрічає Карапакса і бореться з ним. Хайме ледь не вбиває Карапакса, перш ніж Хаджі-Да розкриває Хайме спогади про поневолення Карапакса Вікторією для експериментів ОАК, включаючи смерть матері Карапакса від рук Вікторії. Це спонукає Хайме пощадити його. Карапакс повстає проти Вікторії та змушує свій костюм ОАК вибухнути, знищивши острів, себе та Вікторію. Коли сім'я Реєс тікає з острова, вони оплакують Альберто.
Згодом Дженні стає новим генеральним директором Kord Industries і обіцяє відшкодувати збитки, завдані родині Реєсів. Коли сусіди збираються навколо залишків будинку сім'ї Реєс, Хайме цілує Дженні, а потім пропонує відвезти її літаком до маєтку Кордів.
У середині титрів до лабораторії Теда надходить сигнал, який повідомляє Дженні, що її батько живий.

## Акторський склад
- Шоло Марідуенья — Синій Жук / Хайме Реєс
- Бруна Маркезіні — Пенні: любовний інтерес Хайме
- Белісса Ескобедо — Мілагрос Реєс: молодша сестра Хайме
- Джордж Лопес — Руді: дядько Хайме
- Адріана Барраса — Нана
- Ельпідія Каррільйо — Росіо
- Даміан Алькасар — Альберто
- Рауль Трухільйо — Карапакс
- Сюзен Серендон — Вікторія Корд

## Виробництво
Наприкінці листопада 2018 року Warner Bros. Pictures і DC Films почали розробляти фільм про Хайме Реєса / Синього Жука. Сценарій до картини написав уродженець Мексики Гарет Даннет-Алкосер. Зев Форман був виконавчим продюсером проекту Warner Bros., який мав стати першим фільмом DCEU за участю латиноамериканця у головній ролі. DC Films планувала випускати кілька середньобюджетних фільмів на рік виключно на стрімінговому сервісі HBO Max. «Синій Жук» входив до їхнього числа. Пуерторіканець Анхель Мануель Сото став режисером картини в лютому 2021. У квітні «Синій Жук» потрапив до списку фільмів DC, які мали вийти в 2022 або 2023. Джон Рікард став продюсером картини у серпні того ж року. Зйомки мали розпочатися на початку 2022 року. У грудні 2021 року Warner Bros. повідомила, що фільм вийде в кінотеатральний прокат у серпні 2023 замість релізу на HBO Max. У середині квітня 2022 року Сото та оператор Павло Погоржельський відвідали Ель-Пасо (Техас), щоб відчути атмосферу міста.
Основні зйомки розпочалися 25 травня 2022 року у столичному районі Атланти. Вони також проходитимуть в Ель-Пасо.

## Маркетинг
Сото, Даннет-Алкосер та Марідуенья представили фільм на DC FanDome у жовтні 2021 року. Вони обговорили підготовку до зйомок та показали концепт-арт фільму.

## Сприйняття
На агрегаторі рецензій Rotten Tomatoes «Синій Жук» зібрав 78 % позитивних рецензій критиків. Їхній консенсус стверджує: «Завдяки магнетичній грі Шоло Марідуеньї в головній ролі, „Синій Жук“ є дивовижним сімейним фільмом про супергероїв із великою кількістю гумору та душевності». На Metacritic фільм отримав середньозважену оцінку 61 зі 100, вказуючи на «загалом схвальні відгуки». Авдиторія, опитана CinemaScore, поставила фільму середню оцінку «B+» за шкалою від A+ до F, тоді як PostTrak повідомив, що кіномани дали 82 % позитивних оцінок фільму, а 65 % стверджують, що однозначно рекомендують його.
За вердиктом Браяна Лоурі з CNN, «Синій Жук» переносить телевізійний формат історії про походження героя на екрани кінотеатрів. Режисер Анхель Мануель Сото додає значної енергії в дію, і передісторія Теда має вагомий вплив на сюжет. Однак, «Синій Жук» більше вдається в другорядних моментах і надто неоригінальний після виходу «Шазама!».
Джонні Олексинський із «New York Post» писав, що «„Синій Жук“ з'являється, коли DC намагається залишитися в живих після серії невдач». Цей «освіжаюче новий фільм» більш оптимістичний, ніж відносно гумористичні «Флеш» і «Шазам!», і віддає шану оригінальним коміксовим Синім Жукам.
Ден Джолін у «Empire» відгукнувся, що за винятком кількох побіжних посилань на Супермена та Бетмена, «Синій Жук» відокремлений від усесвіту DC і тому може грати за власними правилами. Іспано-американський акторський склад і культурні посилання надають фільму самобутності, тоді як сюжет і постановка неоригінальні.
Згідно з Мариною Григоренко з «УНІАН», «„Синій Жук“ можна назвати ковтком свіжого повітря в похмуро-пафосному всесвіті DC, який ми бачили на екранах останнім часом. Це яскраве видовище для сімейного перегляду з купою жартів, а ще дуже душевне і миле. Водночас у фільму доволі простий і наївний сюжет, часом аж занадто, без якихось несподіваних сюжетних поворотів».